# Solenocera mutator
Solenocera mutator är en kräftdjursart som beskrevs av Martin D. Burkenroad 1938. Solenocera mutator ingår i släktet Solenocera och familjen Solenoceridae. Inga underarter finns listade i Catalogue of Life.